# Calliscelio orientalis
Calliscelio orientalis är en stekelart som beskrevs av Sharma 1982. Calliscelio orientalis ingår i släktet Calliscelio och familjen Scelionidae. Inga underarter finns listade.